# Histoire militaire de l'empire du Mali
L'histoire militaire de l'Empire du Mali est celle des forces armées de l'empire du Mali, qui ont dominé l'Afrique de l'ouest du milieu du XIIIe à la fin du XVe siècle.
La culture militaire de la force motrice de l'empire, le peuple mali  mandingue, a influencé de nombreux États ultérieurs d'Afrique de l'Ouest, y compris des puissances séparatistes telles que les empire songhaï et Djolof. Des institutions de l'empire du Mali ont également survécu dans l'armée du XIXe siècle de Samory Touré qui se considérait comme l'héritier de l'héritage du vieux Mali.

## Origine
Une étude de l'armée de l'Empire du Mali est en réalité une étude de la culture militaire mandingue. Les Mandingues ont été les premiers à adopter le fer en Afrique de l'Ouest, et le rôle des forgerons était l'un d'un grand prestige religieux et militaire parmi eux. La manipulation du fer avait permis aux Mandingues de s'étendre au-delà des frontières du Mali et de la Guinée d'aujourd'hui au XIe siècle. Pendant ce temps, les Mandingues entrent en contact avec les Soninkés du redoutable Empire du Ghana. Les Soninkés ont formé la première grande force de combat organisée en Afrique de l'Ouest et les Mandeka sont devenus une source majeure d'esclaves pour l'empire. Pour lutter contre les razzias d'esclaves du Ghana, les Mandeka se réfugièrent dans les montagnes entre Kri et Kri-Koro autour de Niagassola. Là, ils utilisaient les hauteurs qui pouvaient offrir une meilleure vue sur l'arrivée des armées.
Une autre réponse à la pression soninké aurait pu être la formation d'associations de chasseurs par les Mandeka, qui se sont doublées d'associations de défense. Les associations de chasseurs formaient la base de l'armée qui s'est ensuite fédérée sous un « maître de la brousse » appelé le Simbo. Le pouvoir et le prestige des Simbo, qui détenaient à la fois le pouvoir militaire et religieux, ont permis à ces individus de devenir de petits rois. Après la chute de l'empire du Ghana, ces petits rois s'uniront sous Soundiata Keita et le mèneront à la victoire à la bataille de Kirina.
Les chercheurs en histoire prétendent également que la raison technique de l'expansion rapide de l'empire était soutenue par la forte culture de forgeron et de métallurgie du Manden. La fonte et la forge nécessitaient toutes deux de grandes quantités de bois pour fabriquer du charbon de bois comme combustible. L'activité du forgeron a aidé les guerriers en forgeant des armes fines en métaux, ainsi qu'en étendant les frontières de leur empire en se déplaçant de plus en plus loin à la recherche de bois pour soutenir leur industrie. La déforestation qui a résulté de la fonte extensive et de la forge concentrée a par conséquent aplati les sols de la savane boisée et a également aidé par inadvertance les soldats de cavalerie de Manden à se déplacer plus facilement dans des champs spacieux, créant ainsi une symbiose entre la cavalerie et les forgerons.

## Organisation duXIIIesiècle
L'empereur ou mansa était, du moins en théorie, chef des forces armées. Cependant, Sakoura semble avoir été le seul mansa à prendre le terrain autre que Soundiata. Même lorsque Soundiata se battait, son titre était celui de "mari" signifiant prince, faisant de Mansa Sakoura et Mansa Mahmud IV les seuls mansas assis à avoir jamais dirigé une armée.

### Ton-Tigi
Mansa Soundiata est crédité d'avoir organisé l'armée du premier empire en 16 clans dont les chefs devaient protéger le nouvel État Ces 16 étaient connus sous le nom de « ton-ta-jon-ta-ni-woro », qui se traduit par « les seize esclaves qui portent l'arc ». Ces "esclaves" étaient en fait de hauts nobles dédiés à servir le Mali en portant l'arc ou le carquois (symboles traditionnels de la force militaire) contre les ennemis de l'empereur. Chaque membre était connu sous le nom de ton-tigi ou ton-tigui (« maître carquois ») et devait combattre en tant que commandant de cavalerie.
Une autre explication concernant le terme de Ton n'était pas nécessairement décrite comme un véritable esclave,,.

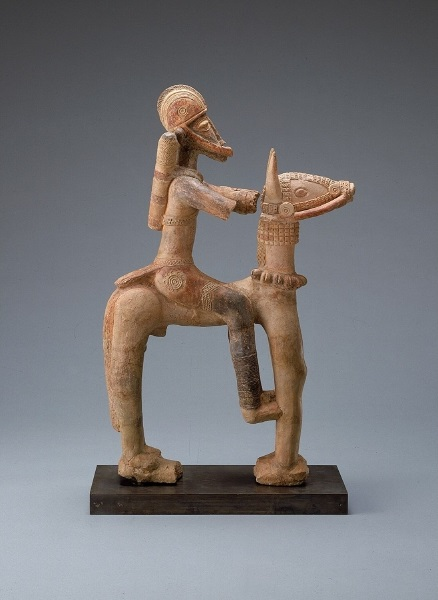
Cavalier en terre cuite du Mali.

#### Cavaliers Mandeka
Aux côtés des ton-tigi se trouvaient des cavaliers horons Ces horons appartenaient à la société d'élite et comprenaient des princes ou d'autres types de noblesse. En raison du prix élevé des chevaux arabes, les cavaliers Mandeka étaient équipés par le ton-tigi ou le mansa de leur monture. La cavalerie se battait avec des lances, des sabres et de longues épées.. Des cottes de mailles et des casques en fer importés seraient également disponibles pour la première cavalerie malienne. Avec le contrôle des routes commerciales de la savane à l'Afrique du Nord, les Mandeka ont pu constituer une cavalerie permanente d'environ 10 000 cavaliers sous le règne de Mansa Musa. Avec une telle force, le mansa a pu projeter son pouvoir du Sénégal moderne aux frontières du Nigeria actuel.

### Kèlè-Koun
Les ton-tigi, à toutes fins utiles, étaient des seigneurs féodaux et les seuls hommes du début de l'empire qui pouvaient se permettre des chevaux. La direction de l'infanterie, cependant, est tombée au kèlè -koun (« tête de guerre »). Un kèlè-koun commandait une unité d'infanterie connue sous le nom de kèlè -bolo ("arme de guerre"). Les hommes sous le commandement d'un kèlè-koun étaient tous des horon (« hommes libres »), comme le ton-tigi et le kèlè-koun. Au moins initialement, les jonow (« esclaves ») étaient interdits de service militaire, sauf en tant que porteurs d'équipement militaire pour les ton-tigi. Ce n'est qu'après l'apogée du Mali que les bataillons jonow ont été utilisés.

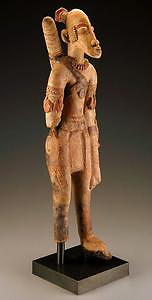
Archer en terre cuite du Mali.

#### Infanterie Mandekalu
L'exclusion de jonow de la première armée impériale a augmenté la pression sur le horon pour servir. Chaque tribu de l'empire devait fournir un quota de horon pour se battre pour le mansa. Le noyau de l'armée, qui peut avoir atteint 90 000 hommes, était Mandingue. Cependant, le mansa se réservait le droit d'appeler des prélèvements auprès des peuples conquis dans les rares occasions où cela était nécessaire. Tous les horons devaient s'armer. C'était un point d'honneur de se présenter avec vos propres armes certaines pourraient être des objets de famille. Des javelots appelés « tamba » ont été lancés avant le combat rapproché. La majorité des fantassins étaient des archers qui utilisaient les connaissances des Soninkés sur les poisons pour compenser le manque de force de leurs flèches. Des lances poignardées et des boucliers de roseau étaient également utilisés par les horons, tandis qu'un kélé-koun pouvait être armé d'un sabre de fabrication locale. Les casques en cuir étaient fabriqués localement pour la cavalerie et l'infanterie.

## Organisation après leXIVesiècle
La culture et l'organisation militaires de l'Empire du Mali ont grandi en puissance et en sophistication jusqu'à atteindre leur apogée entre 1250 et 1450. Cette période a été marquée par un système plus ferme et plus complexe de rôles militaires dans l'empire. Les raisons des changements dans l'armée impériale du Mali ne sont pas connues avec certitude, mais il est probable que la taille croissante de l'État ait beaucoup à voir avec sa transformation.

### Farari
Au moment où Ibn Battuta a visité l'empire du Mali sous le règne de Mansa Suleyman, un corps d'élite parmi les militaires était présent à la cour. Ces hommes étaient une excroissance des ton-tigui qui avaient combattu aux côtés de Soundiata et de ses prédécesseurs immédiats connus sous le nom de farari (« braves »). Chaque farariya ("courageux") était un commandant de cavalerie avec des officiers et des guerriers sous lui. Cependant, les rôles des farariya n'étaient pas tous identiques. Farari a servi comme ton-tigi des Gbara, gouverneurs de provinces lointaines ou simplement commandants de terrain. De nombreuses formes de titres de farariya seraient utilisées par les États successeurs du Mali tels que Songhay.

#### Farima
Un type de farariya et probablement le plus courant, était le farima (« homme courageux »). Un farima, également connu sous le nom de farin ou faran, était très similaire au chevalier européen dans sa fonction à la cour mandingue. Il était avant tout un chef militaire, commandant à cheval une unité de cavalerie. Le kèlè-koun lui rapportait directement sur le champ de bataille et utilisait les forces d'infanterie de concert avec la cavalerie de la farima.
Le farima, comme tous les farari, relevait directement du mansa qui faisait tout son possible pour lui prodiguer des récompenses sous la forme de pantalons spéciaux (plus le siège était large, plus le mérite était élevé) et de bracelets de cheville en or. farima faisait partie de l'aristocratie guerrière du Mali. Il était toujours présent à la cour, mais pas nécessairement un ton-tigi. Il « possédait » des terres et détenait du jonow, ce qui l'accompagnait à la guerre à peu près de la même manière que ses prédécesseurs. Dans certaines régions, un farima servait de gouverneur militaire permanent. Un excellent exemple en est le Farim-Kabu rencontré par les Portugais lors du déclin du Mali. Cependant, contrairement aux autres Farari qui gouvernaient des terres, un farima devait être du horon.

#### Farimba
Un autre type de farariya était le Farimba (« grand brave homme »), également connu sous le nom de farinba ou farba. Contrairement au farima, un farimba pourrait être du horon (généralement un parent royal) ou du jonow. En fait, il était assez courant et parfois prudent pour un mansa de nommer un jonow comme farimba d'une province ou d'une ville particulièrement riche. Jonow dépendait entièrement de leur maître, dans ce cas le mansa, pour leur position. Ainsi, leur loyauté n'a presque jamais été remise en question.
Ibn Khaldoun traduit ce titre par député ou gouverneur, mais c'est plus complexe que cela. Le Farimba était un rôle civil apparenté à un résident impérial comme ceux utilisés par l'Empire britannique des siècles plus tard. Le farimba était présent dans les tribunaux vassaux pour superviser les dirigeants locaux et s'assurer que la politique locale n'interfère pas avec celle du mansa. Le farimba pouvait s'emparer de la cour s'il jugeait que le seigneur vassal n'était pas en phase avec les souhaits du mansa, et il gardait une petite armée en garnison à l'intérieur de la capitale provinciale pour une telle occasion.

##### Duukunasi
Les farimba pourraient également utiliser cette force pour aider les dirigeants locaux à défendre la province. S'il était effectivement appelé sur le terrain, ce qui était peu probable, le farimba commandait la cavalerie. Directement sous le farimba se trouvait le dùùkùnàsi ou dougou-kounnasi (« homme impressionnant à la tête du pays »), qui commandait une force d'infanterie. Contrairement à l'armée régulière, qui était dirigée par les farima et les kèlè-koun, ces forces de garnison étaient pour la plupart et parfois entièrement des esclaves.

##### Sofa

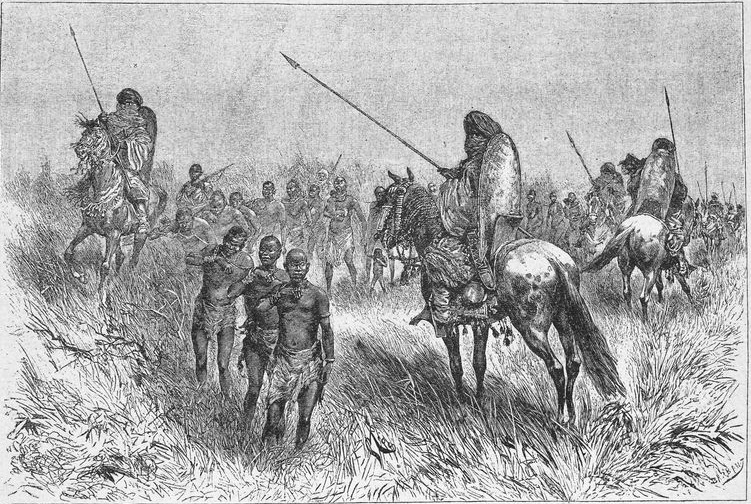
Le personnel ennemi capturé était parfois incorporé aux forces maliennes.

Tous les farari, comme les ton-tigui de la génération de Soundiata, étaient accompagnés de jonow qui suivaient à pied et soignaient les chevaux de leur maître. Ces jonow étaient connus sous le nom de Sofas, et ils auraient fourni à leur ton-tigui des javelots supplémentaires au milieu de la bataille ou auraient gardé son cheval de fuite si la retraite était nécessaire. En fait, le mot Sofa se traduit par "père du cheval" signifiant gardien du cheval.
Le rôle du Sofa dans la guerre malienne a radicalement changé après le règne de Soundiata, passant de simple bagagiste à guerrier à part entière. Un Sofa était équipé par l’État, tandis que les horons apportaient leurs armes. Les armées de Sofas pouvaient être utilisées pour intimider les gouverneurs infidèles, et elles formaient la majorité de l'infanterie au XVe siècle. Ainsi, bien que le Mali impérial ait été initialement une armée dirigée par des horons, sa dépendance vis-à-vis des jonow en tant qu'administrateurs (farimba) et officiers (dùùkùnàsi) a progressivement transformé le caractère de son armée.

### Commandement de l'armée
L'une des plus grandes différences entre l'armée mandingue de Soundiata au XIIIe siècle et celle de Sulayman au XIVe siècle est la division de l'armée entière entre deux farari le long de lignes géographiques. Selon les chroniqueurs de l'époque, le Mali impérial disposait d'un commandement nord et d'un commandement sud dirigés respectivement par Farima-Soura et Sankaran-Zouma. Tous deux servaient de ton-tigui sur le Gbara, et leur influence était immense. En fait, le refus des Farima-Soura et des Sankaran-Zouma de suivre Mansa Mamadu pour combattre au siège de Jenne en 1599 a entraîné l'échec de Mamadu.

#### Farima-Soura
Le Farima-Soura, également documenté sous le nom de Farim-Soura, Faran-Soura ou Sura Farin, semble avoir été un commandant de terrain chargé de la frontière nord. Soura était probablement une province ou au moins une grande région si le titre de Farim-Kabu est une preuve. Sa principale responsabilité aurait été de surveiller la frontière saharienne à la recherche des bandits afin d'empêcher les commerçants d'être agressés.

#### Sankar-Zouma
Le chef du clan condé dirigeait la région de la rivière Sankarani près de la capitale impériale de Niani. Le titre de Sankar-Zouma, également connu sous le nom de Sankaran-Zouma, est dérivé de la région et est unique parmi les farari. Le Sankar-Zouma commandait toutes les forces au sud bordant la jungle côtière. Son rôle aurait été similaire à celui du Farima-Soura dans la protection des marchands entrant et sortant de l'empire avec des biens de valeur. Il avait de nombreux biens qu'il donnerait constamment aux autres.

## Expansion pré-impériale

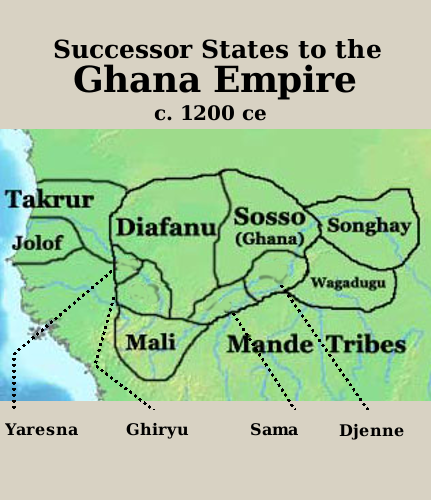
Mali et états environnants vers 1225.

Le premier grand test de la machine de guerre mandingue fut la guerre contre Soumaoro Kanté et son royaume de Sosso. Mari Djata a utilisé les ressources d'infanterie de ses alliés à l'intérieur et à l'extérieur du Manden proprement dit pour vaincre les Sosso lors de plusieurs affrontements, culminant avec la bataille de Kirina vers 1235. Les historiens oraux racontent l'utilisation d'archers venimeux du sud à Do (le long de ce qui est maintenant la rivière Sankarani), d'archers de feu de Ghana au nord et de cavalerie lourde de l'État de Mema au nord. Ces éléments ont ensuite été complétés par des « forgerons » mandingues, des clans spécialisés dans la production et l'utilisation d'armes en fer telles que les lances et les épées. Après la victoire de Soundiata à Kirina, les forces de Mandekalu se sont rapidement déplacées pour prendre le reste des régions de Sosso, laissées sans chef lors de la disparition de Soumaoro. Si les chroniques du djeli doivent être prises au sérieux (et de nombreux historiens modernes le font), cela impliquait une série de sièges contre des villes fortifiées dans toute la moitié nord du Manden proprement dit.

### Les conquêtes de Soudiata
La première colonie à tomber était la capitale de Soumaoro appelée Sosso. Les Mandekalu attaquent à l'aube à l'aide d'archers de feu de Ghana ainsi que d'échelles blindées par l'infanterie. Une fois la porte de la ville tombée, les forces de Sosso ont été massacrées et le chef de la ville, Noumounkeba, réduit en esclavage. La ville a été réduite en cendres. L'armée de Soundiata s'est déplacée sur Dia ou Diaghan (plus tard l'épicentre de la province de Diafunu au Mali), qui a également été prise dans la matinée. La ville échappa au flambeau, mais tous ses jeunes hommes furent contraints à l'armée après avoir été rasés. La dernière ville à tomber aux mains de Mari Djata était Kita, qui tomba sans trop de difficultés après un assaut matinal. Le chef de la ville a été tué, mais aucun massacre ou esclavage n'a suivi. Les historiens oraux expliquent cela en citant que le clan Mandingue de camara vivait dans la région.

### Campagnes de Fakoli et Fran
Alors que soundiata était occupé à consolider le pouvoir mandingue dans le nord, deux de ses généraux étaient occupés à faire campagne ailleurs. Fakoli du clan Kourouma a pris un tiers de l'armée pour conquérir la ville de Bambougou dans la région de Bambouk, qui était célèbre pour ses gisements d'or. Pendant ce temps, Fran du clan camara a emmené un tiers de l'armée dans le Fouta Djallon. De nombreux clans camara du nord de la Guinée désignent Fran comme leur ancêtre commun.

## Début de l'expansion impériale (1235-1300)
Après l'élimination de la menace Sosso et la sélection par les clans Mandekalu comme mansa du Manden, Soundiata chercha à rééquiper son armée avec des chevaux de Jolof, une région et un royaume du Sénégal qui s'étaient rangés du côté de Soumaoro dans la guerre d'indépendance du Manden. Cependant, cela aussi entraînerait un conflit pour son armée naissante.

### La campagne occidentale de Tiramakhan
Tiramakhan, également connu sous le nom de Tiramaghan, du clan Traoré, reçut l'ordre de Soundiata d'amener une armée vers l'ouest après que le roi de Jolof eut autorisé le vol de chevaux aux marchands de Mandekalu. Le roi de Jolof a également envoyé un message au jeune empereur le qualifiant de parvenu. Au moment où les forces de Tiramakhan ont été faites trois rois étaient morts, et le souverain Jolof a été réduit à un vassal. La nouvelle partie occidentale de la colonie impériale deviendrait un avant-poste qui englobait non seulement le nord de la Guinée-Bissau, mais aussi la Gambie et la région de Casamance au Sénégal (du nom de la province mandingue de Casa ou Cassa gouvernée par les Casa-Mansa). C'est ainsi que fut établi le sous-royaume de Kaabu. Le clan Traoré a laissé une grande empreinte sur la Guinée-Bissau et les futures colonies le long de la Gambie qui font remonter leurs nobles lignées à lui ou à d'autres guerriers Mandekalu.

### Expansion sous Mansa Oualé
Mansa Soundiata mourut vers 1255, et son fils lui succéda qui régna jusqu'en 1270. Mansa Oualé (également connu sous le nom d'Ali, Uli ou Wali) s'est avéré être un leader capable et énergique selon Ibn Khaldoun. Pendant son règne, les Mandingues ont conquis ou absorbé Boundou près du fleuve Sénégal. L'empire a également conquis la ville de Gao, épicentre de l'État Songhaï en plein essor, et a placé Tombouctou et Djenné sous son contrôle, sinon son contrôle réel.

### Guerre civile et rébellion
La fin du règne de Mansa Oualé a marqué un déclin dans la fortune de l'empire du Mali. Mansa Ouati, fils adoptif de Mansa soundiata, régna de 1270 à 1274. Pendant cette période, Manden a été secoué par la guerre civile entre Ouati et un autre frère adoptif du nom de Mansa Khalifa. Les deux princes étaient les fils d'anciens généraux et auraient eu des forces importantes sous leur commandement. Mansa Ouati mourut en 1274 et Khalifa s'empressa de monter sur le trône. Bien que son ascension ait signifié la fin de la guerre civile destructrice, l'empire du Mali était plus faible qu'à aucun autre moment depuis la montée de Mansa soundiata. Pendant le règne despotique de Khalifa, les résidents songhaïs de la province de Gao ont réussi à se débarrasser de la domination mandingue. Après avoir fait preuve de cruauté et de folie, les courtisans ont fait assassiner Khalifa. Il fut suivi de Mansa Abubakari I, demi-frère de Mansa soundiata Mansa Abubakari était capable de garder le reste de Manden ensemble, mais n'a pas tenté ou n'a pas pu ramener Gao dans le giron.

### Reconquête et expansion sous Mansa Sakoura
Mansa Abubakari I a été usurpé par le général et ancien esclave Sakoura ou Sabakura en 1285. L'empire du Mali s'est développé sous sa direction personnelle, le rendant unique parmi les premiers mansas. Il a conquis l'ancien État de Tekrour, qui englobait des parties du Sénégal et de la Mauritanie modernes. Mansa Sakura a ensuite emmené l'armée au nord et a capturé Takedda, amenant de nombreux nomades du désert sous la domination mandingue. Le mansa a même ramené les Songhaï sous contrôle, soumettant à nouveau le royaume de Gao. L'empereur guerrier du Mali a non seulement restauré l'État à son ancienne gloire, mais l'a rendu plus puissant que jamais. Au moment de son assassinat en 1300, l'empire du Mali s'étendait déjà de l'Atlantique à la frontière de l'empire du Kanem-Bornou.

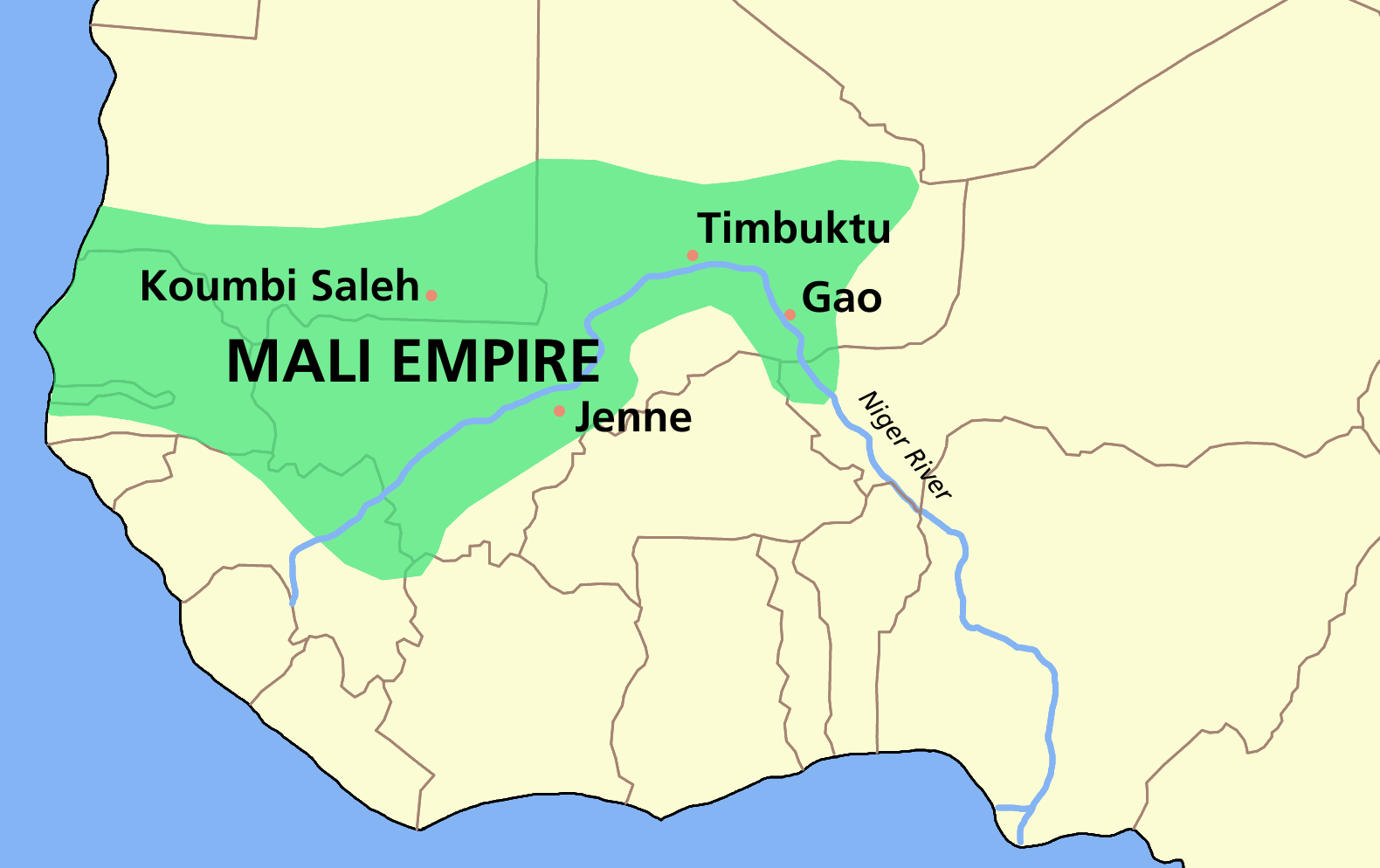
L'empire du Mali à son apogée sous Mansa Musa.

## L'empire à son apogée (1300-1340)
Les gains territoriaux de l'empire du Mali ont été maintenus bien après la mort de Sakoura. Mansas Gao, Mohammed ibn Gao et Abubakari II ont régné dans la paix et la prospérité sur un royaume bien gardé parsemé de garnisons à Walata, Tombouctou, Gao, Koumbi Saleh et bien d'autres. En 1312, Mansa Moussa est arrivé au pouvoir et a apporté à l'empire encore plus de renommée et de prestige avec son légendaire Hajj à La Mecque. Ses généraux ont ajouté Walata et les mines de sel de Teghazza à la taille déjà impressionnante de l'empire. En 1325, le général mandingue Sagmandir réprima une nouvelle rébellion des Songhaï à Gao. L'empire du Mali était le plus grand et le plus riche sous Mansa Mousa, s'étendant sur plus de 1,29 million de kilomètres carrés.

## L'empire fragmenté (1340-1440)

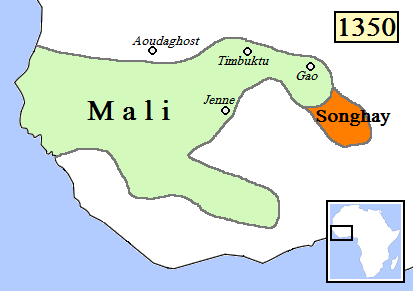
Mali et états environnants vers 1350.

L'empire du Mali n'a connu pratiquement aucun revers militaire au cours de son premier siècle d'existence et avait grandi à un rythme formidable en taille et en richesse au moment où Ibn Battuta y est arrivé. Cependant, cette richesse et ce pouvoir ont peut-être été à l'origine d'attaques plus agressives de ses voisins ainsi que de la complaisance de certains mansas à leur égard. Les peuples soumis en marge de l'empire ont lentement commencé à secouer le joug de l'hégémonie mandingue. Cela s'est produit lentement au début, mais après 1450, l'empire commencerait à s'effondrer très rapidement.

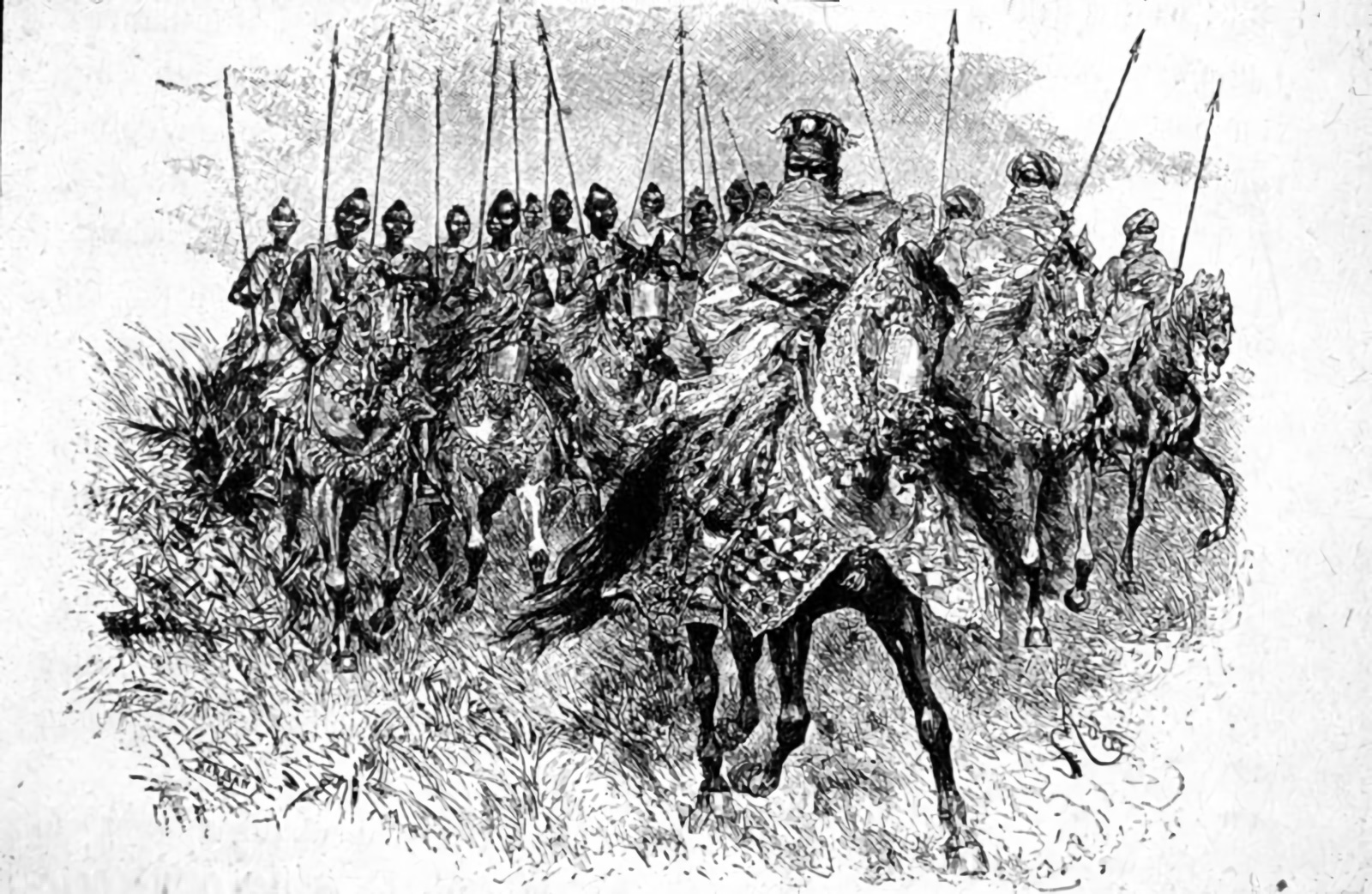
Cavalerie mossi du royaume du Yatenga dirigée par leur roi, le Yatenga Naaba.

### La sécession de Gao et les raids Mossi
Mansa Mousa fut remplacé par son fils en 1337, ce qui marqua le début du déclin de l'empire. Mansa Maghan a régné quatre ans avant sa mort, qui a probablement été précipitée par le frère de Mousa, Suleyman. Au cours de ces quatre années, des cavaliers mossi de la Haute-Volta ont attaqué Tombouctou et les villes environnantes. Mais le développement le plus important de la période fut l'affirmation par Songhaï d'une indépendance définitive du Mali en 1340.

### L'empire Jolof
Le prochain royaume vassal du Mali à se séparer était la province de Jolof. Les habitants wolofs de ce royaume s'unirent sous leur propre empereur et formèrent l'empire Jolof vers 1360 lors d'une crise de succession qui suivit la mort de Mansa Mansa Souleyman. On ne sait pas exactement pourquoi les Wolof se sont séparés, mais le règne destructeur du prédécesseur et neveu de Suleyman, Maghan, a peut-être joué un rôle dans les motivations de Jolof, sinon la raison même pour laquelle les futurs mansas ne pourraient rien y faire.

### La révolte orientale
Mansa Souleyman mourut en 1360 et fut remplacé par son fils, Camba, qui fut rapidement renversé par un fils de Maghan. Malgré les troubles au Manden, l'empire conserva ses autres possessions. Le trône revient officiellement à Mansa Mansa Mouusa II en 1374, fils de Mansa Mari Djata II. Cependant, Mousa II, alors qu'un bon empereur selon les documents écrits, était sous le contrôle de son sandaki (littéralement « grand conseiller », souvent traduit par vizir). Ce sandaki, nommé Mari Djata, n'avait de relation avec personne dans la dynastie Keita, mais dirigeait l'empire comme s'il l'était. Selon Ibn Khaldun, Sandaki Mari Djata a même jeté Mousa II en prison pour le garder à l'écart. Pendant ce temps, les provinces orientales du Mali étaient en rébellion ouverte. Sandaki Mari Djata a mobilisé l'armée dans une campagne de rétablissement de l'ordre. Il a supervisé la ré-assujettissement des Touaregs qui occupent Takedda un important centre minier de cuivre dans le nord. Le vizir n'a pas entièrement réussi et n'a pas pu arrêter de ré-assujettir les Songhaï qui étaient en bonne voie vers leur propre empire à la fin du XIVe siècle. Les tentatives de reconquête des Songhaï étaient probablement vouées à l'échec en raison du fait que les habitants étaient sous l'influence militaire mandingue depuis si longtemps et étaient dirigés par une dynastie qui avait ses racines dans la cour impériale du Mali. L'empire du Mali a également assiégé la ville de Tadmekka à l'est de Gao, mais n'a pas pu prendre la ville ou forcer ses habitants à se soumettre. Le succès global de la campagne semble mitigé, mais la capacité du Mali à retenir Takedda montre qu'il était loin de l'effondrement total.

### L'usurpation de Sandaki et le deuxième raid des Mossi
Mousa II a été remplacé par son frère, Maghan II, en 1387. Ce règne ne durera que deux ans en raison de sa mort par le sandaki de son prédécesseur. Ce meurtre fut vengé par Maghan III qui régna de 1390 à 1404. En 1400, l'état mossi du Yatenga sous l'empereur Bonga profite à nouveau de la désunion mandingue et attaque la ville de Masina.

### La révolte de Diawara
Au début du XVe siècle, le Mali subit une violente révolte dans sa province septentrionale de Difunu ou Diara. À l'époque, la dynastie Niakhate dirigeait la province au nom du mansa. Diafunu faisait depuis longtemps partie de l'empire du Mali et était crucial pour les caravanes commerciales du mansa en direction du nord. Une nouvelle dynastie sous le nom de Diawara a tué le vassal Niakhate et a affirmé son indépendance du Mali.

### L'invasion des Touaregs
Mansa Mousa III est arrivé au pouvoir après Maghan III. Son règne débute par la conquête de Dioma sous son prénom de Sérébandjougou aux côtés de son frère et héritier Gbèré. Après avoir conquis Dioma, il est monté sur le trône sous le nom de Moussa Moussa ou Moussa III. Bien qu'ayant commencé sur une note nettement positive, le règne de Mousa III serait l'une des nombreuses pertes pour l'empire du Mali. En 1433, les Touaregs lancèrent une invasion majeure par le nord en capturant Tombouctou, Arawan et Walata. L'importante cité-état de Djenné était indépendante du Mali en 1439. L'empire du Mali perd presque tout accès aux routes commerciales sahariennes sans lesquelles il ne peut se procurer suffisamment de chevaux pour reprendre les centres ou conserver sa propre position précaire. Les mansas ont donc été contraints de regarder vers le sud pour leur sécurité économique.

## L'empire sur la défensive (1440-1490)
À l'exception des États Mossi au sud, l'Empire du Mali a fait face à très peu de menaces extérieures tout au long de son existence. Même après que ses jours de gloire soient passés, les mansas étaient généralement soucieux de s'accrocher aux peuples soumis plutôt que d'invasions pures et simples. Tout a changé sous le règne de Mansa Uli II au milieu du XVe siècle. Pendant les 150 prochaines années, l'Empire du Mali serait enfermé dans une lutte à mort pour son existence même au milieu d'un barrage d'ennemis de tous les côtés.

### Les Portugais
La première menace inconnue pour le Mali n'est pas venue de la jungle ni même du désert, mais de la mer. Les Portugais sont arrivés sur la côte sénégambienne en 1444, et ils ne venaient pas en paix. Utilisant des caravelles pour lancer des raids d'esclaves sur les habitants de la côte les territoires vassaux maliens ont été pris au dépourvu par les navires et les pillards qui s'y trouvaient. Cependant, l'Empire du Mali a contré les raids portugais avec des embarcations rapides à faible tirant d'eau. Le Mandekalu a infligé une série de défaites contre les Portugais en raison des archers de guerre experts du premier et de leur utilisation de flèches empoisonnées. Les défaites ont forcé le roi du Portugal à envoyer son courtisan Diogo Gomes en 1456 pour assurer la paix. L'effort a été un succès en 1462 et le commerce est devenu le centre d'intérêt du Portugal le long de la Sénégambie.

### hégémonie songhaï
Alors que la menace côtière avait été atténuée, un problème encore plus dangereux est arrivé à la frontière nord et est de l'empire sous la forme d'un État impérial Songhaï sous la direction de Sonni Ali Ber. En 1465, les forces Songhaï dirigées par Sulaiman Dama (également connu sous le nom de Sonni Silman Dandi) attaqué la province de Méma, qui avait fait sécession du Mali dans les premières décennies du XVe siècle. L'empire Songhaï a également capturé Tombouctou en 1468, qui était déjà tombé des mains de l'empire du Mali. Les Songhaï ont également sorti Djenné de la sphère d'influence du Mali en 1473. À ce moment-là, le message que Songhaï envoyait au Mali était en effet clair ; si le mansa ne pouvait pas conserver ses provinces, Songhaï le ferait. Le royaume mossi du Yatenga a estimé qu'il pouvait attaquer l'empire Songhay comme il l'avait fait dans le passé avec l'empire du Mali. Il a arraché la province de BaGhana à l'occupation Songhay en 1477, puis a attaqué Walata, contrôlé par les Touaregs, en 1480. Les Songhay se sont avérés des clients plus coriaces et ont infligé au roi Nasere du Yatenga une défaite écrasante en 1483, mettant ainsi fin aux incursions des Mossi dans la vallée du Niger.

### Le début de la guerre de Tengella
Le Mali était impuissant au nord et sa concentration économique, militaire et politique s'est déplacée plus à l'ouest face à l'agression Songhay apparemment imparable. Pendant des décennies, les pasteurs Fulbe avaient gagné en pouvoir dans et autour des provinces restantes du Mali. Un chef Fulbe particulièrement ambitieux nommé Tengella lancerait une guerre contre le Mali et le Songhay qui a duré de 1480 à 1512. Tengela a commencé par établir une base à Futa Jallon dirigée par son fils, Koli Tenguella. Pendant ce temps, l'aîné Tengella a constitué une impressionnante armée de dissidents Fulbe, qui comprenait de la cavalerie. Dans le même temps, les forces Songhay se dirigeaient vers l'ouest dans l'espoir de s'emparer des mines d'or de Bambuk au Mali.
Mansa Uli II a été remplacé par Mansa Mahmud II en 1481. Il a reçu un envoyé du roi Jean II de Portugal cette année-là, mais cela n'a rien donné d'avantageux à l'empereur tourmenté. Craignant que sa situation ne soit intenable, il a demandé la protection des Turcs ottomans mais a été refusée. L'empire du Mali n'avait jamais demandé de l'aide à aucune puissance extérieure auparavant, et 1481 est vraiment un point bas dans l'histoire du Mali. Il y avait encore beaucoup plus à venir.
En 1490, Tengella a conduit les Fulbe hors de Fouta Djallon, forçant les forces maliennes à se retirer en Gambie. Il menaçait désormais les voies de commerce et de communication entre le cœur malien et sa dernière artère économique. Tengella poursuit son avancée jusqu'à ce qu'il atteigne Fouta Toro, où il établit sa base d'opérations.
Mansa Mahmud II, connu sous le nom de Mamadou dans les comptes portugais, a demandé l'aide portugaise ou au moins des armes à feu la même année. Les Portugais ont répondu en 1495 en envoyant un émissaire chargé de cadeaux mais pas d'armes. Les armes à feu entre les mains de l'empire du Mali pourraient avoir changé l'histoire de l'Afrique de l'Ouest, si l'on se fie à leur bilan avec les armes indigènes. Cependant, le Mali n'est jamais devenu un État de la poudre à canon, et l'armée que Mahmud II a transmise à son fils en 1496 était pratiquement la même que celle héritée par Musa I en 1312.

## Effondrement de l'empire du Mali (1500-1600)

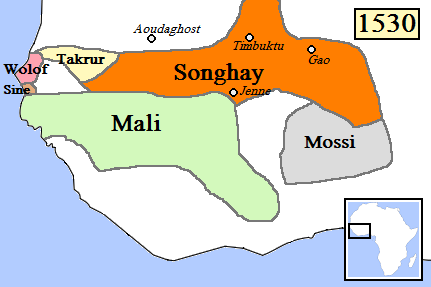
Mali et états environnants vers 1530.

Le Portugal a fait bien plus qu'entraver les tentatives du Mali de moderniser son armée. Ils ont également miné l'autorité de l'empire le long d'une côte qui s'éloignait de plus en plus de l'influence de la cour de Niani grâce aux incursions de Tengella.

### Hégémonie Songhay au Sahel
La menace de l'empire Songhay est devenue une affaire bien plus grave sous le règne de Mansa Mahmud III. De 1500 à 1510, les forces d'Askia Mohammed ont séparé les dernières provinces du Mali dans le Sahel. Vers 1499 les Askiya conquirent la province de Baghana au Mali malgré les alliés peuls de ce dernier. En 1500 ou 1501, Songhay conquiert Diala (appelée aussi Dyara) près de Kaarta et y pille une résidence royale. Askia Mohammed bat ensuite le général malien Fati Quali en 1502, mettant Songhay en possession de Diara dans la province de Diafunu. En 1506, Askia Mohammed attaque Galam sur le fleuve Sénégal, effaçant les derniers vestiges de la domination malienne au Sahel. Alors que Songhay n'occupe pas en permanence le Sénégal, le raid le retire effectivement des mains du mansa. L'emprise de Songhay sur la région était toujours contestée par le Mali, mais c'est Tengella qui a lancé le défi le plus historique au contrôle de Songhay dans la région. En 1512, Tengella envahit Diara, qui fit appel aux Songhay pour les défendre. Le fait qu'ils aient fait appel au Songhay au lieu du Mali montre à quel point le prestige du mansa avait perdu dans la région. Songhay a répondu avec une expédition sous Kurmina-fari Umar Komdiagla (également connu sous le nom d'Amar Kondjago), un frère d'Askia Mohammed. Dans la bataille qui a suivi, Tengella a été vaincu et tué, mettant fin à la guerre de Tengella.

### Le répit Songhay et la bataille pour Bambuk
Après 1510, l'empire du Mali a reçu un bref répit des attaques Songhay alors que son ennemi était vaincu par une série de défis impériaux typiques. Les mêmes révoltes provinciales et les conflits dynastiques qui ont troublé le Mali ont laissé Songhay incapable d'attaquer le Mali pendant près de trente ans. Pendant que les askiyas étaient occupées, le Portugal a envoyé un autre émissaire au Mali, cette fois depuis leur poste à El Mina dans l'actuel Ghana. Mansa Mahmud III a tenté d'obtenir une assistance militaire comme son père l'avait fait avant lui, mais en vain. Les Portugais n'étaient intéressés que par la reconquête des intérêts commerciaux avec le Mali le long de la Gambie. La même année, Koli Tengella lance une attaque contre Bambuk dans l'espoir de conquérir les gisements aurifères tant convoités par son père et Songhay. Le Mali l'a vaincu là-bas, repoussant les Fulbe dans le Fouta Toro.

### La montée de Kaabu
En 1537, le farimba de Kaabu rompit les liens avec l'empire du Mali pour former son propre État. Cela a laissé au Mali le contrôle d'un peu plus que son propre cœur mandingue. L'empire Kaabu perpétuerait une grande partie de la tradition militaire du Mali, mais il se réserverait désormais le titre de mansa. En 1578, ils avaient absorbé les provinces côtières maliennes de Casa et Bati, coupant le Mali du commerce avec le Portugal.

### Le sac de Niani
L'accession d'Askiya Ismaïl en 1537, marque la fin des relations pacifiques entre le Songhay et le Mali. Ils ont renouvelé les attaques contre leur ancien rival jusqu'à ce qu'ils atteignent le centre du Mali. Enfin, en 1545, Mansa Mahmud III a été contraint de fuir la capitale de Niani lorsque Kurminafari (et plus tard Askia) Dawud a saccagé la ville. Sur les conseils de son frère Askiya Muhammad Dawud n'a pas chassé la plus petite force du mansa dans les montagnes et les collines et a bivouaqué dans la ville pendant environ sept jours. Pendant ce temps, Kurminafari Dawud annonça à ses soldats que quiconque souhaitait répondre à un appel de la nature devait le faire dans le palais royal. Au septième jour, tout le palais était rempli d'excréments malgré sa grande taille. L'humiliation du Mali était désormais totale.

### De nouvelles pertes
En 1558, Askiya Dawud lance un raid sur la ville malienne de Suma. Il enchaîne la même année en battant le général malien Ma Kanti Faran à Dibikarala. Puis en 1559, au cours de la dernière année du règne de Mansa Mahmud III, Koli Tengella en 1559, Koli installa sa capitale à Anyam-Godo à Fouta Toro et transforma la région en ce qui serait plus tard appelé le royaume de Denianke.

### Bataille de Djenné

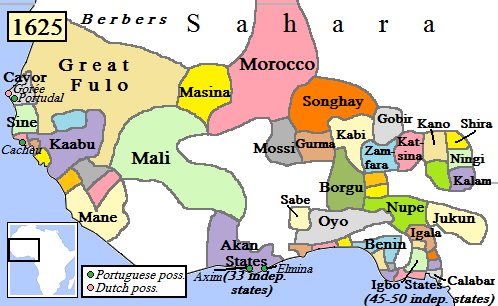
L'Afrique de l'Ouest après la bataille de Djenné. L'influence malienne est désormais représentée par les trois royaumes gouvernés par les fils de Mahmud IV.

À la suite de la défaite de Songhaï par une invasion marocaine en 1591 à la bataille de Tondibi, l'empire du Mali est libéré d'une pression centenaire sur sa frontière nord. A la place de l'empire Songhaï succéda une autorité beaucoup plus faible sur le Niger sous la forme de l'Arma, séparée du Mali par des chefferies en guerre.
Mansa Mahmud IV a tenté de profiter de la situation avec le soutien des chefs fulbe et bambara. En 1599, le mansa mena cette armée lors d'une marche à la bataille de Djenné. Les dirigeants de Djenné ont appelé la garnison marocaine d'Arma à Tombouctou pour des renforts. L'autre obstacle au succès du mansa était sa trahison par un allié majeur avant la bataille. Le raisonnement derrière cette trahison, selon les traditions orales mandingues, était que Mahmud IV n'avait pas le soutien des généraux traditionnels du Mali, les Farim-Soura et Sankar-Zouma. Cet allié majeur du mansa l'a abandonné au dernier moment et s'est rendu chez les Marocains et les a conseillés sur ce qu'il fallait attendre de l'armée du mansa. Malgré leur étonnement devant la taille de la force du mansa, l'Arma a remporté la bataille après un violent bombardement.
Les provinces restantes du Mali se sont libérées une à une donnant naissance à 5 petits royaumes. Les plus importants d'entre eux ont été réunis pour former la base des royaumes bambara de Segou et Kaarta. Le Mali lui-même était réduit à un petit royaume autour de Kaabu et de Kita. En 1600, les Denianke contrôlaient toute la région du Sahel à Fouta Djallon et sur le haut Sénégal. Ils prendraient également les champs aurifères convoités de Bambuk et l'importante ville commerciale de Diakha sur la rivière Bafing. La bataille de Djenné a mis le dernier clou dans le cercueil de l'empire. Une victoire à Djenne aurait bien pu sauver l'empire, gardant les tribus unies sous un chef fort et éprouvé. Mais Mansa Mahmud IV se retira dans les restes de son royaume et avec sa mort, le royaume fut divisé entre ses trois fils. Un Mali unifié a tout simplement cessé d'exister. Les derniers vestiges du Mali ont été détruits par les Bambara au XVIIe siècle.

## Voir également
- Empire du Mali
- Sofa (guerrier)
- Innovation et changement militaires africain
- Malinkés

## références
- (en) Cet article est partiellement ou en totalité issu de l’article de Wikipédia en anglais intitulé « Military history of the Mali Empire » (voir la liste des auteurs).

1. ↑  Camara 1977, page 15
2. 1 2  Diakité, page 209
3. ↑  Goucher; LeGuin; Walton, « "Trade, Transport, Temples, and Tribute: The Economics of Power," in In the Balance: Themes in Global History » [archive du 29 mai 2016], ANNENBERG LEARNER, The Annenberg Foundation 2004 (consulté le 2 novembre 2015)
4. ↑  Cooley, page 62
5. 1 2 3 4 5  Ki-Zerbo & Niane, page 56
6. ↑  Akinjogbin, page 133
7. 1 2 3 4  Taher, page 815
8. ↑  Sisòkò, Fa-Digi, William Johnson, John et Bird, Charles Stephen, African epic series /Thomas A. Hale and John W. Johnson éd African epic series, Indiana University Press, 2003, 1er janvier 1997 (ISBN 978-0-85255-094-6, lire en ligne)
9. ↑  John William Johnson, Fa-Digi Sisòkò et Charles Stephen Bird, Son-Jara, 2003 (ISBN 0-253-34337-2, lire en ligne)
10. ↑  Quotation of Encyclopaedia of Islam: New Edition(1960), Vol 6, page 1215: "Bilal bin Rabah, sometimes called Ibn Hamama after his mother, is referred to in Mali as Jon Bilali, "Slave Bilali." One of the bards from whom I collected, Ban Sumana Sisoko, explained the jon, "slave," by stating a religious connotation in the same sense as the Arabic name of 'Abd Allah(Slave/servant of God)
11. 1 2 3  Diallo, page 6
12. 1 2  Sarr, page 92
13. 1 2 3  Taher, page 828
14. ↑  Ki-Zerbo, page 133
15. ↑  Taher, page 818
16. ↑  Taher, page 813
17. 1 2 3 4 5 6  Camara 1992, page 69
18. ↑  Thornton, page 26
19. ↑  Thornton, page 27
20. ↑  Thornton, page 25
21. ↑  Oliver & Atmore, page 62
22. ↑  Charry, page 357
23. 1 2  Cooley, page 77
24. ↑  Cooley, page 75
25. ↑  Charry, page 358
26. ↑  Hunwick, page xxix
27. ↑  Niane, page 85
28. 1 2  Mansour, page 38
29. ↑  Oliver, page 387
30. ↑  Roberts, page 222
31. ↑  Smith, page 50
32. ↑  Roberts, page 37
33. ↑  Hunwick, page 16
34. ↑  Taher, page 811
35. ↑  Niane, page 70
36. ↑  Cô-Trung, page 130
37. ↑  Austen, page 93
38. ↑  Vigh, page 40
39. ↑  Oliver, page 456
40. 1 2  Stride & Ifeka, page 49
41. 1 2 3 4 5  Houtsma, page 241
42. ↑  Turner, page 19
43. 1 2 3  Niane, D.T.: "Recherches sur l’Empire du Mali au Moyen Âge". Presence Africaine. Paris, 1975
44. ↑  Taher, page 808
45. ↑  Oliver, page 379
46. 1 2  Oliver, page 380
47. ↑  Ki-Zerbo & Niane, page 59
48. 1 2 3 4  Stride & Ifeka, page 51
49. ↑  Taher, page 812
50. ↑  Hempstone, page 312
51. ↑  Haskins, page 46
52. ↑  Ogot, page 136
53. ↑  Cooley, page 66
54. ↑  Cooley, page 69
55. ↑  Cooley, page 65
56. 1 2  Taher, page 826
57. ↑  Stride & Ifeka, page 54
58. ↑  Ki-Zerbo & Niane, page 60
59. ↑  Hunwick, page xxxvi
60. 1 2  Stride & Ifeka, page 55
61. 1 2 3 4  Oliver, page 431
62. ↑  Oliver & Atmore, page 67
63. ↑  Oliver, page 439
64. ↑  Mansour, page 33
65. ↑  Shillington, page 921
66. ↑  Thornton, page 23
67. 1 2 3  Oliver, page 420
68. ↑  Stride & Ifeka, page 67
69. 1 2  Ki-Zerbo & Niane, page 79
70. ↑  Laude, page 64
71. 1 2 3 4 5 6 7 8  Shillington, page 922
72. 1 2 3 4  Oliver, page 458
73. 1 2  Jam, page 70
74. 1 2  Stride & Ifeka, page 73
75. 1 2 3 4  Ki-Zerbo & Niane, page 75
76. ↑  Ogot, page 196
77. 1 2 3  Oliver, page 455
78. ↑  Hunwick, page 140
79. ↑  Hunwick, page 148

## Sources
- Akinjogbin, I.A., Le Concept de pouvoir en Afrique, Paris, Unesco, 1981, 191 Pages (ISBN 92-3-201887-X)
- Austen, Ralph A., In Search of Sunjata: The Mande Oral Epic As History, Literature and Performance, Bloomington, Indiana University Press, 1999, 352 Pages (ISBN 0-253-21248-0, lire en ligne)
- Camara, Seydou, "Le Manden des origins à Sunjata." Mémoire de Fin d'Etudes en Histoire-Géographie, Bamako, Ecole Normale Supérieure, 1977, 84 Pages
- Camara, Sory, Gens de la parole: Essai sur la condition et le role des griots dans la société malinké, Paris, KARTHALA Editions, 1992, 375 Pages (ISBN 2-86537-354-1)
- Charry, Eric S., Mande Music: Traditional and Modern Music of the Maninka and Mandinka of Western Africa, Chicago, University of Chicago Press, 2000, 500 Pages (ISBN 0-226-10161-4)
- Cô-Trung, Marina Diallo, La Compagnie Générale des Oléagineux Tropicaux en Casamance 1948–1962, Paris, Karthala Editions, 2001, 519 Pages (ISBN 2-86537-785-7)
- William Desborough Cooley, The Negroland of the Arabs Examined and Explained, London, Routledge, 1966, 143 Pages (ISBN 0-7146-1799-7)
- Diakité, Drissa, "Le Massaya et la société Manding." Essai d'interprétation des lutes socio-politiques qui ont donné naissance à l'empire du Mali au 13e siècle, Paris, Université de Paris I Panthéon-Sorbonne, 1980, 262 Pages
- Diallo, Boubacar Séga, Armées et Armes dans les empires du Soudan Occidental, Bamako, l’Université de Bamako, 2007, 11 Pages
- Hempstone, Smith, Africa, Angry Young Giant, Whitefish, Kessinger Publishing, LLC, 2007, 664 pages (ISBN 978-0-548-44300-2)
- Hunwick, John, Timbuktu & the Songhay Empire: Al-Sa'dis Ta'rikh al-sudan down to 1613 and other Contemporary Documents, Leiden, BRILL, 1988, 480 pages (ISBN 90-04-12822-0)
- Ki-Zerbo, Joseph, Histoire de l'Afrique noire: D'hier a demain, Paris, Hatier, 1978, 731 Pages (ISBN 2-218-04176-6)
- Mansour, Gerda, Multilingualism and Nation Building, Bristol, Multilingual Matters, 1993, 160 Pages (ISBN 1-85359-174-2)
- Ki-Zerbo, J et D.T. Niane, UNESCO General History of Africa, Vol. IV: Africa from the Twelfth to the Sixteenth Century, Berkeley, Abridged, 1998, 277 Pages (ISBN 0-520-06699-5)
- Mansour, Gerda, Multilingualism and Nation Building, Bristol, Multilingual Matters, 1993, 160 Pages (ISBN 1-85359-174-2)
- Niane, D.T., Recherches sur l'Empire du Mali au Moyen Âge, Paris, Présence Africaine, 1975, 112 Pages
- Niane, D.T., Sundiata: An Epic of Old Mali, Harlow, Longman African Writers, 1994, 101 Pages (ISBN 0-582-26475-8, lire en ligne)
- Ogot, Bethwell A., General History of Africa V: Africa from the Sixteenth to the Eighteenth Century, Berkeley, University of California Press, 1999, 512 Pages (ISBN 0-520-06700-2)
- Oliver, Roland, The Cambridge History of Africa Volume 3 1050 – c. 1600, Cambridge, Cambridge University Press, 1975, 816 Pages (ISBN 0-521-20981-1)
- Oliver, Roland et Anthony Atmore, Medieval Africa 1250–1800, Cambridge, Cambridge University Press, 2001, 251 Pages (ISBN 0-521-79372-6, lire en ligne)
- Roberts, Richard L., Warriors, Merchants, and Slaves: The State and the Economy in the Middle Niger Valley, 1700–1914, Stanford, Stanford University Press, 1987, 293 Pages (ISBN 0-8047-1378-2)
- Sarr, Mamadou, L'empire du Mali, Bamako, Impr. M.E.N., 1991, 100 Pages
- Sauvant, Le P., Grammaire Bambara, Alger, Maison-Carrée, 1913, 239 Pages (OCLC 26020803, lire en ligne)
- Shillington, Kevin, Encyclopedia of African History, Vol. 1, London, Routledge, 2004, 1912 Pages (ISBN 1-57958-245-1)
- Smith, Robert S., Warfare & Diplomacy in Pre-Colonial West Africa Second Edition, Madison, University of Wisconsin Press, 1989, 164 Pages (ISBN 0-299-12334-0)
- Stride, G.T. et C. Ifeka, Peoples and Empires of West Africa: West Africa in History 1000–1800, Edinburgh, Nelson, 1971, 373 Pages (ISBN 0-17-511448-X)
- Taher, Mohamed, Encyclopedic Survey of Islamic Dynasties A Continuing Series, New Delhi, Anmol Publications PVT. LTD., 1997, 857 Pages (ISBN 81-261-0403-1)
- Thornton, John K., Warfare in Atlantic Africa 1500–1800, London and New York, Routledge, 1999, 194 Pages (ISBN 1-85728-393-7)
- Turner, Richard Brent, Islam in the African-American Experience, Bloomington, Indiana University Press, 2004, 336 p. (ISBN 0-253-34323-2, lire en ligne)
- Vigh, Henrik, Navigating Terrains of War: Youth and Soldiering in Guinea-Bissau, New York City, Berghahn Books, 2006, 258 Pages (ISBN 1-84545-149-X)